# نیرسباخ
نیرسباخ (به آلمانی: Niersbach) یک شهر در آلمان است که در برنکاستل-ویتلیش واقع شده‌است. نیرسباخ ۷۲۴ نفر جمعیت دارد.